# Horacio Alcalà
Pour les articles homonymes, voir Alcalà et Galiano.
Horacio Alcalà (né le 16 août 1978) est un réalisateur et producteur espagnol. Ses projets s'inspirent du mouvement littéraire et pictural du réalisme magique où la nature, la culture de différents pays et l'insolite jouent un rôle important. Il accorde de l'importance à toutes les religions dans chacun de ses projets. Il définit sa propre religion comme une union de toutes les religions et croyances existantes.

## Jeunesse et carrière
Il est né dans la communauté de Jalisco, une région connue pour être une partie importante du folklore et de la culture mexicaine depuis que la Tequila et la musique Mariachi sont nées dans cette ville. Il grandit à la campagne, plus précisément sur la terre de ses parents située dans les Altos de Jalisco. Sa mère Hermelinda Alcalá, qu'il considère comme la personne la plus influente de sa vie, est couturière et son père Gregorio Gómez, agriculteur. Enfant, il aidait ses parents aux travaux des champs.
À l'âge de 8 ans, il est contacté pour lancer un film local et est sélectionné pour le poste, interprétant son premier rôle d'acteur. Il n'était pas un élève exceptionnel au lycée, il avait quelques problèmes de comportement et ses notes étaient plutôt faibles en plus de redoubler plusieurs classe, cependant, il a pu faire un échange au Regency High School, en Écosse, où il a terminé ses études secondaires et est retourné au Mexique pour commencer sa carrière en sciences de la communication à l' Université autonome de Guadalajara . Une fois terminé, il retourne en Europe pour poursuivre ses études en France, à l'Université Marc Bloch et malgré le fait de ne pas avoir terminé le diplôme, il décide de commencer d'autres études liées à la production audiovisuelle à l'Université inter-européenne d'Italie et d'Allemagne.
Il a exercé différents métiers. À Mexico, il a travaillé pour le réseau Televisa pendant 9 ans en plus d'effectuer un travail familial. Une fois en Europe, il a travaillé pour la Croix-Rouge et comme vendeur de voitures d'occasion, mais sans aucun doute le plus mémorable a été au Cirque du Soleil. Grâce à cela, il a pu voyager et vivre dans divers pays du monde, ainsi que rencontrer des personnalités importantes et acquérir de l'expérience dans ce secteur. Il a travaillé pour le cirque en tant qu'assistant de production et plus tard il est devenu producteur. Il est resté à ce poste pendant plus de 7 ans et de là est née l'inspiration pour faire un documentaire qu'il appelle A ras del cielo.

## Entreprise
En 2018, il fonde sa première société de production cinématographique qu'il nomme The Aurora Project. Elle survient en raison de la nécessité de réaliser ses propres projets et œuvres cinématographiques.

## Filmographie
Ses projets ont été nommés aux Goya Awards et ont été présentés dans des festivals de cinéma internationalement reconnus tels que le Boston Film Festival, le New York Film Festival, Tokyo et le Palm Springs Film Festival.
Il a réalisé et présenté le film Finlandia au Festival international du film de Guadalajara, le 4 octobre 2021.
| Année | Titre                                          | Crédité comme | Crédité comme | Crédité comme | Crédité comme                | Crédité comme        |
| Année | Films                                          | Réalisateur   | Producteur    | Scénariste    | Directeur de la photographie | Directeur artistique |
| ----- | ---------------------------------------------- | ------------- | ------------- | ------------- | ---------------------------- | -------------------- |
| 2021  | Finlande                                       | Oui           | Oui           | Non           | Non                          | Oui                  |
| 2020  | Billar                                         | Oui           | Non           | Oui           | Non                          | Non                  |
| 2019  | My kingdom come                                | Oui           | Oui           | Non           | Non                          | Non                  |
| 2019  | A nosotros tu reino                            | Oui           | Non           | Non           | Non                          | Non                  |
| 2019  | Aprendiz                                       | Oui           | Non           | Non           | Non                          | Non                  |
| 2019  | Boomerang                                      | Oui           | Non           | Non           | Non                          | Non                  |
| 2019  | Rain Machine                                   | Oui           | Non           | Non           | Non                          | Non                  |
| 2019  | Grissi siknis ; La enfermera magic de la selva | Non           | Non           | Non           | Non                          | Oui                  |
| 2017  | Tayos                                          | Non           | Oui           | Non           | Non                          | Non                  |
| 2014  | Africain Voices Against Corruption             | Oui           | Oui           | Oui           | Non                          | Non                  |
| 2014  | A ras del Cielo/Grazing in the sky             | Oui           | Oui           | Oui           | Non                          | Non                  |
| 2011  | Abraza mis recuerdos                           | Oui           | Non           | Oui           | Non                          | Non                  |
| 2009  | No news from Bosnia                            | Oui           | Non           | Oui           | Non                          | Non                  |
| 2009  | Manual de uso para tuna nave espacial          | Oui           | Non           | Oui           | Non                          | Non                  |
| 2007  | Le fil                                         | Oui           | Non           | Oui           | Non                          | Non                  |